# پوران درخشنده
پوران درخشنده (زادهٔ ۷ فروردین ۱۳۳۰) کارگردان، فیلم‌نامه‌نویس و تهیه‌کنندهٔ ایرانی است. او فارغ‌التحصیل سینما با گرایش کارگردانی از مدرسه عالی تلویزیون و سینما و دارای لوح افتخار درجهٔ یک هنری از وزارت فرهنگ و ارشاد اسلامی ایران است. او فیلم‌های مانند هیس! دخترها فریاد نمی‌زنند (۱۳۹۱) و زیر سقف دودی (۱۳۹۵) را کارگردانی کرده‌است.

## زندگی
پوران درخشنده در ۷ فروردین ماه سال ۱۳۳۰ در شهر کرمانشاه به دنیا آمد، او تحصیل تکمیلی خود را در مدرسه عالی تلویزیون و سینما گذراند و در سال ۱۳۵۴ در سازمان صدا و سیما شروع به کار کرد و در همان زمان فیلم طاعون که دربارهٔ شیوع طاعون در کردستان به سال ۱۳۲۸ است را تهیه کرد. سال بعد نیز ۱۳۵۵ دربارهٔ چهارشنبه سوری و نیز فیلمی دربارهٔ مراسم سنتی نواحی مختلف ایران موسیقی نواحی ایران را سال ۱۳۵۶ تولید کرد. «موج، جانماز، سجاده»، تحقیقی دربارهٔ زنان، اشتغال و صنایع دستی در کردستان در سال ۱۳۵۷ فیلم‌های مستند «چشمه‌های آب معدنی راه هراز»، به تصویر کشید و همان سال مستندهای سه‌گانه صنایع دستی را در کردستان تولید کرد.«موج، سجاده، جانماز»، «نازک کاری»، «گلیم». الیاف طبیعی و مصنوعی (۴ قسمت) مستندی تحقیقی دربارهٔ نخ، ابریشم و پشم و الیاف مصنوعی را ساخت.
سال ۵۹–۱۳۵۸ با ساخت فیلم مستند «چرخها می‌چرخند» را تولید نمود که نگاهی به مسایل رکود اقتصادی و تعطیلی کارخانه‌ها به‌خصوص ایران ناسیونال (ایران خودرو فعلی) را به تصویر کشاند.
«شوکران» ۱۷ قسمت که از سال ۱۳۶۹ تا ۷۱ طول کشید مستندی است دربارهٔ پدیده اعتیاد در زنان، مردان و کودکان در ایران و مسئله قاچاق مواد مخدر و راه‌های پیشگیری آن که ۳ قسمت از آن بیشتر پخش نشد.
پوران درخشنده عضو انجمن‌های فیلمسازان زن آمریکا (WIF)، کارگردانان مستقل آمریکا (IFP) و مرکز بین‌المللی فیلم کودکان و نوجوانان یونسکو (CIFEJ) نیز هست.

## فیلم‌شناسی
| سال  | نام فیلم                  | کارگردان | فیلم‌نامه‌نویس | تهیه‌کننده |
| ---- | ------------------------- | -------- | ------------ | --------- |
| ۱۳۹۵ | زیر سقف دودی              | آری      | آری          | آری       |
| ۱۳۹۱ | هیس! دخترها فریاد نمی‌زنند | آری      |              | آری       |
| ۱۳۸۹ | حرفه ای‌ها (فیلم ویدئویی)  | آری      |              |           |
| ۱۳۸۸ | خواب‌های دنباله‌دار         |          | آری          |           |
| ۱۳۸۵ | بچه‌های ابدی               | آری      | آری          |           |
| ۱۳۸۴ | رؤیای خیس                 | آری      | آری          | آری       |
| ۱۳۸۲ | شمعی در باد               | آری      | آری          | آری       |
| ۱۳۷۷ | عشق بدون مرز              | آری      | آری          | آری       |
| ۱۳۶۸ | زمان از دست رفته          | آری      | آری          |           |
| ۱۳۶۸ | عبور از غبار              | آری      | آری          | آری       |
| ۱۳۶۶ | پرنده کوچک خوشبختی        | آری      |              |           |
| ۱۳۶۵ | رابطه                     | آری      | آری          |           |
| ۱۳۹۷ | نمایش شغال                |          |              | آری       |
| ۱۳۸۷ | بیست                      |          |              | آری       |

### فیلم‌های مستند
| سال | نام فیلم                     | کارگردان | فیلم‌نامه‌نویس | تهیه‌کننده |
| --- | ---------------------------- | -------- | ------------ | --------- |
|     | ببر دره عشق                  | آری      |              |           |
|     | چشمه‌های دره سنگستان          | آری      |              |           |
|     | شوبو از غروب تا غروب         | آری      |              |           |
|     | رسول هرکول کوچک              |          | آری          |           |
|     | گردنبندی از قاصدک برای خواهر | آری      |              |           |
|     | ۶ عروس برای آمنه             | آری      |              |           |
|     | صنایع دستی ایران             | آری      |              |           |
|     | موسیقی نواحی ایران           | آری      |              |           |

### سایر فعالیت ها
| سال       | نام فیلم         | بازیگر | کارگردان فنی |
| --------- | ---------------- | ------ | ------------ |
| ۱۳۵۹      | خانه آقای حقدوست | آری    |              |
| ۱۳۵۶ـ۱۳۵۷ | ایتالیا ایتالیا  |        | آری          |

## جوایز
- برنده جایزه جشنواره گلوبال هندوستان به پاس تلاش‌های صادقانه در طی سال‌های مداوم کار در حوزه سینما و در ارتباط با مردم در سال ۱۳۹۹.[۲][۳]
- نامزد بهترین فیلم از سی و پنجمین دوره جشنواره فیلم فجر برای فیلم زیر سقف دودی در سال ۱۳۹۵.
- نامزد بهترین کارگردانی از سی و پنجمین دوره جشنواره فیلم فجر برای فیلم زیر سقف دودی در سال ۱۳۹۵.
- فیلم «هیس… دخترها فریاد نمی‌زنند» در سی و یکمین جشنواره فیلم فجر، بهترین فیلم از نگاه تماشاگران شد.[۴]
- برنده دیپلم افتخار از اولین دوره جشنواره فیلم جیفونی ایتالیا برای فیلم «رابطه».
- برنده لوح زرین بهترین فیلم از ششمین جشنواره فیلم فجر برای فیلم «پرنده کوچک خوشبختی» در سال ۱۳۶۶.
- برنده دیپلم افتخار بهترین کارگردانی از ششمین جشنواره فیلم فجر برای فیلم «پرنده کوچک خوشبختی» در سال ۱۳۶۶.
- برنده دیپلم افتخار از سومین جشنواره فیلم زنان از آرژانتین برای فیلم‌های «پرنده کوچک خوشبختی» و «زمان از دست رفته».
- برنده مشعل طلایی از دومین جشنواره فیلم غیرمتعهدها در کره شمالی برای فیلم «پرنده کوچک خوشبختی».
- برنده پروانه زرین بهترین کارگردانی فیلم بلند از بیست و یکمین جشنواره فیلم‌های کودکان و نوجوانان.
- تندیس ابوریحان در دومین آیین سپاس از تهیه کنندگان برتر سینمای ایران